# Linselles
 Linselles  es una población y comuna francesa, en la región de Norte-Paso de Calais, departamento de Norte, en el distrito de Lille y cantón de Tourcoing-Nord.

## Demografía
| 5522 | 5796 | 6504 | 6754 | 7674 | 7876 |
| Para los censos de 1962 a 1999 la población legal corresponde a la población sin duplicidades (Fuente: INSEE [Consultar]) |      |      |      |      |      |